# Marcus Allbäck
Marcus Christian Allbäck (* 5. Juli 1973 in Göteborg) ist ein ehemaliger schwedischer Fußballspieler. Der Stürmer nahm mit der schwedischen Nationalmannschaft an zwei Welt- und drei Europameisterschaften teil. Nach seiner Karriere war er mehrere Jahre Co-Trainer der schwedischen Nationalmannschaft.

## Werdegang
Allbäck wurde schon als Kind Mitglied im Verein Örgryte IS, einem Stadtteilverein aus seiner Geburts- und Heimatstadt Göteborg. Sein Vater Stefan war dort zu diesem Zeitpunkt aktiver Spieler und ist heute Manager des Vereins. Allbäck war Profi bei Lyngby FC und dem AS Bari, bevor er zu seinem Stammverein zurückkehrte und dort zum Leistungsträger avancierte. Im Jahr 2000 wurde er erstmals in die schwedische Nationalmannschaft berufen. Zu Beginn der Saison 2001/2002 wechselte er zum niederländischen Verein SC Heerenveen.
Sein Durchbruch in der Nationalmannschaft kam 2001, als er gegen Moldau in Chișinău zwei Tore schoss und dadurch drei wichtige Punkte in der Weltmeisterschaftsqualifikation für Schweden sicherte. Im folgenden Spiel gegen die Slowakei traf er erneut zweifach – er wurde damit Stammspieler. Bei der WM 2002 bildete er zusammen mit Henrik Larsson den Angriff der schwedischen Mannschaft. Nach nur einer Saison bei Heerenveen wechselte er zu Aston Villa, bekam dort jedoch immer weniger Spielzeit und verlor deshalb auch seinen Stammplatz in der Nationalmannschaft an Zlatan Ibrahimović. 2004 wechselte er zu Hansa Rostock, nach dem Abstieg aus der Bundesliga verließ er den Verein jedoch nach nur einer Spielzeit wieder und zog zum FC Kopenhagen weiter.
Im Sommer 2008 gab Allbäck bekannt, nach der Europameisterschaft nach Schweden zu seinem Heimatverein Örgryte IS zurückzukehren. Mit fünf Toren in zwölf Einsätzen in der Zweitligaspielzeit 2008 verhalf er dem Klub zur Zweitligameisterschaft und damit zur Rückkehr in die Allsvenskan. Kurz nach Beginn der Erstligaspielzeit 2009 zog er sich eine schwere Knieverletzung zu. Insgesamt brachte er es daher bis zum Saisonende auf 18 Spiele, so dass er mit drei Toren seinem Klub im Abstiegskampf nicht helfen konnte und mit ihm aus der ersten Liga abstieg.
Anfang November 2009 beendete Allbäck seine aktive Spielerkarriere um als „Players Manager“ zum Trainerstab des neu eingestellten schwedischen Nationaltrainers Erik Hamrén zu stoßen. Er blieb bis Juni 2016 im Trainerstab und nahm an den Europameisterschaften 2012 und 2016 teil.
Allbäck ist verheiratet mit seiner Frau Suzanne und hat zwei Kinder.

## Erfolge
- WM-Teilnahmen: Fußball-Weltmeisterschaft 2002 und Fußball-Weltmeisterschaft 2006
- EM-Teilnahmen: Fußball-Europameisterschaft 2000, Fußball-Europameisterschaft 2004 und Fußball-Europameisterschaft 2008

- Schwedischer Pokalsieger: 2000
- Torschützenkönig in der schwedischen Liga: 1999
- Erzielte im 3. Gruppenspiel der Gruppe B bei der WM 2006 in der Partie England gegen Schweden das 2000. Tor in der Geschichte der FIFA-Weltmeisterschaften
- Dänischer Fußballmeister 2006 und 2007

## Sportliche Kritik
Das Sport-Fach-Magazin Kicker urteilte in seinem Sonderheft "EM 2008" wie folgt über Allbäcks Qualitäten:
Mannschaftsdienlicher Stürmer mit großem Aktionsradius und Blick für den Nebenmann. Arbeitet zudem sehr viel nach hinten.